# L-клуб
«L-club» (читается как «Эль-клуб») — развлекательная телеигра, выходившая на российском телевидении с 10 февраля 1993 по 29 декабря 1997 года. Создателями передачи были Владислав Листьев, Леонид Якубович и Леонид Ярмольник (последний также был ведущим программы). Производилась телекомпанией ВИD (в 1993—1997 годах — также его дочерней компанией, студией «Эль-клуб»).

## История
Идея создать познавательно-развлекательную передачу «L-клуб» принадлежала Владиславу Листьеву. В 1992 году он предложил актёру Леониду Ярмольнику стать её ведущим. Ярмольник поначалу сомневался и не сразу принял предложение:
Мы придумывали эту передачу как познавательно-развлекательную. Собирались перерыть весь мир, найти и рассказать обо всех играх на свете. Сняли «пилотный» выпуск. Он получился вроде бы неплохим, но каким-то… неживым. Там не было общения. Но мы искали дальше. К нам пришел режиссёр Игорь Иванов – признанный мэтр развлекательного телевидения. Замечательный театральный художник А. Боровский сделал для клуба новые декорации. Моя жена, Оксана Ярмольник, заново одела меня и наш «L-балет».
По словам главного сценариста программы Александра Гольдбурта, некоторые атрибуты и правила для «L-клуба» были позаимствованы из американской телеигры «The Price Is Right».
Изначально программа выходила на 1-м канале Останкино, сначала по вторникам, позже по средам в 0:25. Однако программа выходила так поздно, что продюсерам программы для сохранения зрительской аудитории пришлось перенести игру на канал РТР.
В 1997 году Леонид Ярмольник занялся новым проектом «Золотая лихорадка» и ушёл из «L-клуба». Ведущей телешоу ненадолго стала Ксения Стриж, но с её участием сняли лишь семь пробных выпусков, после чего «L-клуб» был закрыт окончательно. Причины закрытия были во многом связаны с радикальной реконструкцией сетки вещания на РТР в январе 1998 года.
Одновременно с программой «L-клуб» существовала одноимённая студия, занимавшаяся выпуском видеокассет с российскими и зарубежными кинофильмами, реже видеопрограммами.

## Правила игры с 1993 года
В самом начале программы на фоне студии с выключенным светом появлялись тексты трёх вопросов, на которые было нужно ответить потенциальным участникам в письменном виде. Как правило, вопросы звучали так: «Что означает карточный термин „Белла“?», «Назовите карточные игры, в которые играют колодой из 32 карт», «Кто автор повести „Записки маркёра“?» и так далее. Кто правильно отвечал на все вопросы, попадал в студию и играл в саму игру.
В игре участвуют три игрока + ведущий. Набранные очки и фишки (1 к 25) — это L-Рубли.

### Первый тур «L-Банк»
Игрокам дается по 10 фишек. Перед игроком стоит карточное табло (4 на 4). Задача игрока — набрать очки, открывая карты. Игроку нельзя перебрать сумму свыше 100 очков. Игрок может остановиться в любой момент, но должен открыть хотя бы 1 карту. За каждую открытую фигуру (валеты, дамы, короли) игрок получает 10 очков, а за туза — 50 очков, Дама пик и перебор — набранные очки сгорают. Пиковых дам 2 штуки и 4 туза.

### Магазин «L-Shop»
После набора игроки заходят в «L-Shop» и выбирают себе призы. В течение одной минуты игрокам необходимо за заработанные ими очки выбрать себе нужные товары и положить их в корзину. После этого один из участников должен вытащить из ящика шарик и определить год (который будет участвовать на протяжении всего выпуска).
Потом задаётся вопрос по выбранному году: «Сколько стоила та или иная вещь в ценах того или иного года?». Игрок, назвавший неправильный вариант ответа (наиболее удалённый вариант от правильного) становится участником конкурса «Минус 1».

### Конкурс «L- −1» (Минус один)
В конкурсе участвует один игрок. Набранные призы в «L-Shop» после 1 тура игрок теряет. Задача игрока — перепеть знаменитую песню данного года или исполнить концертный номер. Если игрок правильно исполнит номер, он получит ещё 10 фишек (до 20 на усмотрение ведущего), при этом шансы на «L-Рулетку» заметно увеличиваются. После исполнения номера игрок заходит в «L-Рулетку».

### Пауза «L-Гость»
Ведущий приглашает гостя программы (артиста или певца) исполнить что-либо для зрителей и получить от ведущего подарки.

### Второй тур «L-Банк 2»
Как и в первом, но теперь на табло 4 пиковых дамы и 6 тузов. Два оставшихся игрока по очереди снова подходят к карточному табло. Потом они снова заходят в «L-Shop» и покупают товары на накопленную сумму за 45 секунд.
Потом ведущий снова задаёт вопрос «Сколько стоила та или иная вещь в ценах того или иного года?». Игрок, назвавший неправильный вариант ответа (наиболее удалённый вариант от правильного) становится участником конкурса «L-Ресторан».

### Конкурс «L-Ресторан»
Набранные призы в «L-Shop» после 2-го тура игрок теряет, но если игрок справится с заданием, то набранные призы остаются у него. Игроку будет предложено меню, состоящее из пяти блюд. Задача игрока — выбрать два блюда из меню и съесть их в течение полутора/двух минут. Игрок вытягивает шарик, на котором будет изображено, чем игрок будет есть (можно и руками). Игрок может дополнительно получить от 10 до 15 фишек для «L-Рулетки», если он полностью съест выбранные блюда раньше времени. Если до конца времени останутся остатки блюда, то чем больше останется, тем меньше фишек игрок может заработать (на усмотрение ведущего). После конкурса игрок заходит в «L-Рулетку».

### Конкурс «L-Рулетка»
Игрок ставит фишки на числа от 1 до 36. Ведущий крутит рулетку и шарик, в котором выпадет счастливый номер. После этого игрок снова имеет возможность зайти в «L-Shop», чтобы выбрать желаемый товар (25 рублей с 1-й фишки). В случае выпадения сектора L (на рулетке 0, то есть зеро) ведущий даёт игроку возможность получить суперприз (см. правила финала).

### Финал «L-Шанс»
В финале финалист программы подходит к карточному табло. Ведущий показывает расположение карт на 5 секунд и переворачивает табло в боковую сторону. В течение минуты игрок должен открыть попарно 8 пар карт с любым количеством ошибок. Если игрок откроет все карты, получит суперприз.

## Правила игры с 1994 года
В игре участвуют три игрока + ведущий. Набранные очки — это L-Рубли.

### Первый тур «L-Банк»
Перед игроком стоит карточное табло (4 на 4). Задача игрока — набрать очки, открывая карты. Ведущий может подсказывать игроку намеками, игрок может им, как верить, так и нет. Игроку нельзя перебрать сумму свыше 100 очков. Игрок может остановиться в любой момент, но должен открыть хотя бы 1-у карту. За каждую открытую фигуру (валеты, дамы, короли) игрок получает 10 очков, а за туза — 50 очков. Если открыты, например, 2 туза, то игрок может открывать тузы (получая 150, 200 и т. д.) и джокер, но если будет любая фигура, то это будет перебор. Дама пик и перебор — набранные очки сгорают. Пиковых дам 2 штуки и 4 туза. Могут быть 1 или 2 джокера. При открытии джокера набранные очки сохраняются + джокер (подарок спонсора) и набор заканчивается. После набора на карточном табло ведущий предлагает каждому игроку заработать дополнительные 25 очков (L-рублей), показав что-либо (номер-миниатюра, стихотворение).
После этого один из участников должен вытащить из ящика шарик и определить год (который будет участвовать на протяжении всего выпуска). Потом задаётся вопрос по выбранному году: «Сколько стоила та или иная вещь в этом году?» и предлагает 7 вариантов цен ответа. Игрок, назвавший неправильный вариант ответа (наиболее удалённый вариант от правильного) становится участником конкурса «Минус 1».

### Конкурс «L- −1» (Минус один)
В конкурсе участвует один игрок. Задача игрока — перепеть знаменитую песню данного года. После этого ведущий дарит игроку подарки на память об участии. И игрок выбывает.

### Пауза «L-Гость»
Ведущий приглашает гостя программы (артиста или певца) исполнить что-либо для зрителей и получить от ведущего подарки.

### Второй тур «L-Банк 2»
Как и в первом. Теперь на табло 4 пиковых дамы и 6 тузов. Ведущий может подсказывать игроку намеками, игрок может им, как верить, так и нет.

### Магазин «L-Shop»
После этого игроки заходят в «L-Shop» и выбирают себе призы. Игрокам необходимо на заработанные ими очки выбрать себе нужные товары и положить их в корзину.
Потом задаётся вопрос по выбранному году: «Сколько стоила та или иная вещь в этом году?» и предлагает 7 вариантов цен ответа. Игрок, назвавший неправильный вариант ответа (наиболее удалённый вариант от правильного) становится участником конкурса «L-Ресторан».

### Конкурс «L-Ресторан»
Игроку предлагается либо съесть что-либо на время (под музыкальным сопровождением), либо расставить бокалы с напитками (попробовав содержимое бокала) к их бутылкам, либо будет задан вопрос, связанный с рестораном (данного года) и игрок должен назвать и показать правильный из 3-х вариантов ответа. Если игрок справится с заданием, то набранные в «L-Shop» призы остаются у него. После этого ведущий дарит игроку подарки на память об участии. И игрок выбывает.

### Финал «L-Шанс»
В финале финалист программы подходит к карточному табло. В течение минуты игрок должен открыть попарно 8 пар карт с любым количеством ошибок. Ведущий показывает расположение карт на 5 секунд и переворачивает табло в боковую сторону. Если игрок откроет все карты, получит суперприз.

## Правила игры с 1995 года
В игре участвуют три игрока + ведущий. Набранные очки — это L-Рубли.

### Конкурс «L-Год»
Ведущий задаёт вопросы зрителям на какой-либо год. Вся передача будет связана с этим годом. Отгадавшему год дается подарок. Сначала ведущий предлагает каждому игроку заработать дополнительные очки (L-рубли), показав что-либо (номер-миниатюра, стихотворение) или сыграв в дополнительную мини-игру.

### Первый тур «L-Банк»
Перед игроком стоит карточное табло (4 на 4). Задача игрока — набрать очки, открывая карты. Ведущий, по желанию игрока, может подсказывать игроку намеками, игрок может им как верить, так и нет. Игроку нельзя перебрать сумму свыше 100 очков. Игрок может остановиться в любой момент, но должен открыть хотя бы одну карту. За каждую открытую фигуру (валеты, дамы, короли) игрок получает 10 очков, а за туза — 50 очков. Если открыты, например, 2 туза, то игрок может открывать тузы (получая 150, 200 и т. д.) и джокер, но если будет любая фигура, то это будет перебор. Дама пик и перебор — набранные очки сгорают. Пиковых дам 2 штуки и 4 туза. Могут быть 1 или 2 джокера. При открытии джокера набранные очки сохраняются + джокер (подарок спонсора) и набор заканчивается.
Потом задаётся вопрос по выбранному году: «Сколько стоила та или иная вещь в этом году?» и предлагает 7 вариантов цен ответа. Игрок, назвавший неправильный вариант ответа (наиболее удалённый вариант от правильного) становится участником конкурса «Минус 1».

### Конкурс «L- −1» (Минус один)
В конкурсе участвует один игрок. Задача игрока — перепеть знаменитую песню данного года. После этого ведущий дарит игроку подарки на память об участии. И игрок выбывает.

### Пауза «L-Гость»
Ведущий приглашает гостя программы (артиста или певца) исполнить что-либо для зрителей и получает от ведущего подарки.

### Второй тур «L-Банк 2»
Как и в первом. Теперь на табло 4 пиковых дамы и 6 тузов. Ведущий не подсказывает. Два оставшихся игрока вместе снова набирают на карточном табло. Игроки по очереди открывают табло, но очки набирают друг для друга.

### Магазин «L-Shop»
После этого игроки заходят в «L-Shop» и выбирают себе призы. В течение определённого времени (минута на 50 L-рублей) игрокам необходимо на заработанные ими очки выбрать себе нужные товары и положить их в корзину.
Потом задаётся вопрос по выбранному году: «Сколько стоила та или иная вещь в этом году?» и предлагает 7 вариантов цен ответа. Игрок, назвавший неправильный вариант ответа (наиболее удалённый вариант от правильного) становится участником конкурса «L-Ресторан».

### Конкурс «L-Ресторан»
Игроку предлагается либо съесть что-либо на время (под музыкальное сопровождение), либо расставить бокалы с напитками (попробовав содержимое бокала) к их бутылкам, либо будет задан вопрос, связанный с рестораном (данного года) и игрок должен назвать и показать правильный из 3-х вариантов ответа. Если игрок справится с заданием, то набранные в «L-Shop» призы остаются у него. После этого ведущий дарит игроку подарки на память об участии. Игрок выбывает.

### Финал «L-Шанс»
В финале финалист программы подходит к карточному табло. В течение минуты игрок должен открыть попарно 8 пар карт с любым количеством ошибок. Ведущий показывает расположение карт на 5 секунд и переворачивает табло в боковую сторону. Если игрок откроет все карты, получит суперприз. После этого ведущий дарит игроку подарки на память об участии, и на этом программа заканчивается.

## Факты
- В 1993-97 годах в начале каждого выпуска передачи демонстрировался вариант заставки телекомпании ВИD, где в конце её демонстрации часть логотипа превращалась в лицо Леонида Ярмольника, который мигал глазами и шевелил бровями. По некоторой информации, сделано это было по просьбе самого Ярмольника, так как он вместе с продюсерами телекомпании ВИD также являлся одним из авторов программы. (на YouTube) В конце передачи логотип ВИDа сразу же после фанфар превращался в лицо Ярмольника с открытыми глазами и высунутым языком. (на YouTube).
- Также «L-клуб» была не только телеигрой, но и акционерным обществом и студией по производству и дубляжу видеокассет. В каждом выпуске победитель получал видеокассету, выпущенную этой студией. В 1996 году студия выпустила на видеокассете саму программу, в которой записаны все лучшие выступления из конкурса «L-Гость».
- В одном из выпусков «L-клуб» (возможно, первоапрельском) в качестве музыкального гостя на программу пришел Ярмольник в образе «Нечто» из «Золотой лихорадки» и после исполнения песни подарил Ярмольнику-ведущему «L-клуб» свой альбом[источник не указан 4810 дней].
- Один из первоапрельских выпусков провёл Андрей Макаревич, игровая валюта называлась не L-клубовскими, а A-клубовскими рублями (поскольку L-Леонид, а A-Андрей), финал провёл участвующий в том же выпуске в качестве игрока Леонид Якубович, Макаревича звонком на сотовый телефон куда-то вызвали.
- Один из выпусков за март 1995 года не содержал в себе игры, а был полностью посвящён руководителю программы Владиславу Листьеву.